# Cyperus friburgensis
Cyperus friburgensis är en halvgräsart som beskrevs av Johann Otto Boeckeler. Cyperus friburgensis ingår i släktet papyrusar, och familjen halvgräs. Inga underarter finns listade i Catalogue of Life.